# Valsavarenche
Valsavarenche (durante el fascismo, de 1939 a 1946, Valsavara) es una localidad y comune italiana de la región del Valle de Aosta, con 180 habitantes.

## Demografía

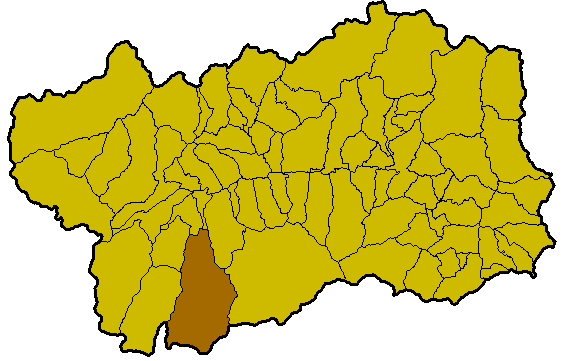
Posición de Valsavarenche dentro del Valle de Aosta.

| Gráfica de evolución demográfica de Valsavarenche entre 1861 y 2001 |
|                                                                     |
| fuente ISTAT - Elaboración gráfica para Wikipedia                   |